# Geschichte einer Liebe (1978)
Geschichte einer Liebe ist ein deutscher Fernsehfilm von 1978, in dem die Regisseurin und Drehbuchautorin Dagmar Damek die Erzählung April. Die Geschichte einer Liebe von Joseph Roth adaptiert.

## Handlung
Ein Schriftsteller kommt in eine kleine Stadt und beobachtet die Gewohnheiten und Lebensweisen der Einwohner. In dem Hotel, in dem er wohnt, arbeitet Anna, die ein Kind von einem Mann hat, der sie dort sitzenließ. Anna und der Schriftsteller beginnen eine Liebesbeziehung miteinander. Von seiner Seite sind die Gefühle jedoch nicht stark genug für eine dauerhafte Bindung.
Er entdeckt ein Mädchen an einem Fenster und grüßt sie immer, bis sie anfängt zurückzulächeln. Er verliebt sich in dieses Mädchen, ohne je mit ihr gesprochen zu haben. Als er erfährt, dass sie die Tochter des Postmeisters ist, beginnt er unter einem Vorwand ein Gespräch mit dem Postmeister, bringt das Gespräch dann aber doch nicht auf die Tochter, was er im Nachhinein als verpasste Gelegenheit wahrnimmt. Er will abreisen, gegenüber Anna gibt er vor, bald wiederkommen zu wollen. Anna weiß inzwischen von seiner Faszination für das Mädchen am Fenster und erzählt ihm, sie sei sehr krank, schwindsüchtig und müsse bald sterben. Nun hält ihn erst recht nichts mehr an dem Ort: Er glaubt, er würde sein Leben verschwenden, wenn er länger bliebe, und will sein Leben wieder in die Hand nehmen. Als er gerade mit dem Zug abreist, sieht er das Mädchen mit einem Bahnbeamten auf dem Bahnsteig stehen und ihm nachblicken. Sie ist offensichtlich gesund, nicht schwindsüchtig und die Frau oder Verlobte des Bahnbeamten.

## Produktion
Der Film wurde von der Infafilm in München für die Reihe Die literarische Filmerzählung im Auftrag des Bayerischen Rundfunks gedreht und am 2. August 1978 zum ersten Mal im BR Fernsehen ausgestrahlt, 1981 lief er auch im Ersten Programm der ARD.

## Rezeption
„Es ist eine jener schwermütigen lethargischen Geschichten, die die Münchner Filmemacherin Dagmar Damek nun schon seit einigen Jahren kultiviert. Die Figuren, für die sich Dagmar Damek interessiert, sind Gefangene ihrer selbst, ihrer Vergangenheit oder ihrer Träume; Leidende, die unfähig sind, mit der Realität in Einklang zu kommen. […] Am schönsten und am spannungsreichsten war die Brüchigkeit dieser flüchtigen Beziehung illustriert in der wortlos verspielten, verzweiflungsvoll komischen Tanzszene im Mittelpunkt der Geschichte.“

„Behutsam setzte Dagmar Damek die melancholische Erzählung Joseph Roths´ ins Bild. Sie beschwor Stimmungen, skizzierte menschliche Reaktionen.“